# Most Octavio Frias de Oliveira
Most Octavio Frias de Oliveira je ovješeni most u brazilskom gradu São Paulo. Otvoren je 10. svibnja 2008. godine i premošćuje rijeku Pinheiros. Nosač mosta je visok 138 metara i ima oblik slova "X". u Podnožju je širok 76 metara, a na samom vrhu 35,4 metra. Jedini je most na svijetu koji ima dvije zakrivljene trake koje podupire samo jedan nosač. Jedna traka je na visini od 12 metara, dok je druga na visini od 24 metra, a svaka je duga otprilike 900 metara.
Most je česta meta vandala još od početka same gradnje. 2001. godine lopovi su ukrali 6 kilometara žice, vrijedne 117 tisuća američkih dolara, a 9. siječnja 2012. vandali su ukrali 94 od 142 reflektora na mostu.

## Vanjske poveznice
- (engl.) Slike mosta, informacije
- (engl.) Slike mosta iz zraka